# Beobachter der Länder bei der Europäischen Union
Der Beobachter der Länder bei der Europäischen Union ist eine von den sechzehn deutschen Ländern gemeinsam gegründete Einrichtung mit der Aufgabe, die Bundesländer und den Bundesrat bei der Wahrnehmung ihrer Aufgaben und Rechte in Angelegenheiten der Europäischen Union zu unterstützen. 
Der Sitz der Einrichtung befindet sich im Gebäude Rue de Trèves 45 in Brüssel. Der Grundstein für den Länderbeobachter wurde bei den Römischen Verträgen 1956 gelegt. Die aktuelle Konstitution wird durch das Abkommen über den Beobachter der Länder bei der Europäischen Union von 1996 geregelt, das das Abkommen von 1988 ablöste.  
Der Beobachter wird bei dem Landesminister eingerichtet, der den Vorsitz des Bundesratsausschusses für Fragen der Europäischen Union innehat. Er nimmt den Beobachter in seinen Haushalt mit auf. Finanziert wird dieser aber nach dem Königsteiner Schlüssel, von allen deutschen Ländern nach ihrer Finanzkraft gemeinsam. Über die finanzielle und personelle Ausstattung entscheidet die Europaministerkonferenz der deutschen Länder.

## Aufgaben
Die Aufgaben des Beobachter sind nach Artikel 2 Absatz 2 des Abkommens von 1996:
- Teilnahme an den Tagungen des Rates der Europäischen Union, des Ausschusses der Ständigen Vertreter und den diesbezüglichen Besprechungen der deutschen Delegation am Sitzungsort sowie Berichterstattung
- Teilnahme an den übrigen Gremien des Rates und denen der Kommission, an denen Repräsentanten der Mitgliedstaaten teilnehmen können und für die der Bundesrat keine Ländervertreter benannt hat, teilzunehmen, wenn Zuständigkeiten der Länder oder ihre wesentlichen Interessen betroffen sind, sowie Berichterstattung
- Beschaffen von Informationen ergänzend zu der Unterrichtung des Bundesrates, die durch die Bundesregierung und die Ländervertreter erfolgt, in Zusammenarbeit mit den Verbindungsbüros der Länder in Brüssel aufgrund unmittelbarer Kontakte zu den Einrichtungen der Europäischen Union und zu Vertreterinnen und Vertretern der Bundesregierung
- Unterstützung der Ländervertreter in ihrer Tätigkeit